# میریام شر
میریام شر (انگلیسی: Miriam Shor؛ زادهٔ ۲۵ ژوئیهٔ ۱۹۷۱) یک هنرپیشه اهل ایالات متحده آمریکا است. وی از سال ۱۹۹۴ میلادی تاکنون مشغول فعالیت بوده‌است.
او در فیلم‌های این همان چیزی است که او گفت، پورتوریکویی‌ها در پاریس و کیک خواران بازی کرده‌است.